# Christine de Pizan
Christine de Pizan (født 1363, død 1430) var en italiensk forfatter.
Christine de Pizan blev født i Italien, men voksede op i Frankrig. Christine de Pizan var atypisk for sin tid, idet hun var litterært veludannet gennem sin opvækst ved Karl 5. af Frankrigs hof, hvor hendes far, Thomas de Pizan (død 1387/88), og senere hendes mand, Etienne de Castel (død 1390), var tilknyttet. Christine de Pizan begyndte sin litterære karriere som 25-årig; det var et spørgsmål om at skabe sig en levevej – en mulighed for at forsørge sine tre børn, en niece og sin mor, idet det trods adskillige retssager, ikke var lykkedes hende at få udbetalt sin afdøde mands løn og arv. Christine de Pizan tilbragte sine sidste leveår i Poissy-klostret, hvor hun skrev sit sidste skrift – et hyldestdigt til Jeanne d'Arc. Christine de Pizan skrev på fransk, men menes at have behersket italiensk såvel som latin. 

## Christine de Pizans skrifter

### 1399-1402
- Cent Ballades,
- L’Epistre au dieu d'amours,
- Le Debat de deux amants,
- Le Livre des trois jugements,
- Le Livre du dit de Poissy,
- L’Epistre d'Orthéa,
- Enseignements a son filz,
- Proverbes moraux.

### 1401-1402
- Le Livre des espistres sur le Roman de la Rose,
- Le Dit de la rose.

### 1402-1403
- Le Livre du chemin de longue estude,
- Dit de la pastoure,
- Une Oroison Nostre Dame,
- Les Quinze Joyes de Nostre Dame,
- Une Oroison de la vie et passion Notre Seigneur.

### 1403
- Le Livre de la mutacion de fortune.

### 1404
- Une Epistre a Eustache Morel,
- Le Livre des fais et bonnes meurs du sage roy Charles V.

### 1404-1405
- Le Livre du duc des vrais amants,
- Le Livre de la cité des dames,
- Le Livre des trois vertus /Le Trésor de la cité des dames.

### 1405
- L'Avision Christine,
- Le Livre de la prod'homie de l'homme / Le Livre de prudence,
- Le Livre du corps de policie,
- Epistre a Isabeau de Baviere, reine de France.

### 1402-1407
- Autres Ballades.

### 1407-1410
- Une Complainte amoureuse,
- Sept psaumes allegorisés,
- Cent ballades d'amant et de dame.

### 1412-1413
- Le Livre de la paix,
- L’Avision du coq.

### 1414-1418
- L’Epistre de la prison de vie humaine.

### 1420
- Les Heures de la contemplation.

### 1429
- La Ditié Jehanne d'Arc.

## Ekstern henvisning
- Wikimedia Commons har flere filer relateret til Christine de Pizan
- Komplet bibliografi